# Haram (Jemen)
Haram (altsüdarabisch hrm-m, mit Mimation Haramum) ist eine antike Stadt im nördlichen Dschauf im heutigen Jemen auf etwa 1100 m über NN. Im Norden grenzt es an das jemenitische Gebirgsland, im Westen an das antike Kaminahu (das heutige Kamna), im Osten an das antike Qarnawu (das heutige Ma'in) und im Süden an den Ghail bzw. das heutige Dorf al-Hazm. In der Frühzeit war Haram ein Stadtstaat, der jedoch schon im frühen 7. Jahrhundert v. Chr. (gemäß der sog. Langen Chronologie) Vasall des südlich angrenzenden Reiches Saba und dessen Herrscher Karib’il Watar I. war. In dessen Krieg gegen Ausan und die Stadtstaaten Naschān und Naschq unterstützte der haramische König Yadhmurmalik Saba mit einem Heer unter Führung des Generals Hanbas aus der Sippe Naʿman. Aus dieser Zeit stammt der dem haramischen Gott Mutibbnatyan geweihte Tempel Banat ʿAd vor den Toren Harams, aus dem zahlreiche Weiheinschriften stammen. Spätestens mit der Gründung des Königreiches Maʿin, dessen Hauptstadt das nur 6 km entfernte Qarnawu wurde, verlor Haram seine Bedeutung, nach dem Ende des minäischen Reiches gewann es unter sabäischer Herrschaft wieder kurzzeitig Bedeutung. Wann Haram verlassen wurde, ist noch nicht klar.

## Könige von Haram
Die Reihenfolge ist meist nicht bekannt.
- Yadhmurmalik gemeinsam mit Watar'il
- Yadhmurmalik gemeinsam mit Bi'athtar (Verbündeter um Karib’il Watar I., um 685 v. Chr.)
- Watar'il
- Yaschhurmalik Nabat (?)
- Watar'il Dharihan, Sohn des Yadhmurmalik
- Yuhar'il (?)
- Ma'adkarib Raydan, Sohn des Hwtrʿṯt